# 恐怖の島
恐怖の島（きょうふのしま）は、本来は『ジ・アイル・オブ・ドレッド(The Isle of Dread)』として出版された、ダンジョンズ&ドラゴンズロールプレイングゲーム用のモジュールの日本語版である。このアドベンチャーのモジュールコードはX1であり、オリジナル版は1981年に最初に出版された。デイヴィッド・｢ゼブ｣・クック とトム・モルドヴェイによって執筆され、D&Dエキスパート・セットに同梱されたため、全てのダンジョンズ&ドラゴンズのアドベンチャーの中でも
 
最も広範囲に流通したものの1つとなった
。このアドベンチャーで、プレイヤーキャラクターは失われた財宝を求め、太古の恐怖の島に旅し、そこで新たな人間以外の種族と接触する。
1986年には『恐怖の島』（きょうふのしま）というタイトルで日本語版が出版された。これはエキスパート・セット日本語版に同梱されての販売であり、単品販売はされなかった。

## プロット概要
『ジ・アイル・オブ・ドレッド』はダンジョン潜り形式のアドベンチャーにのみ慣れたプレイヤーとダンジョンマスターに、野外探索のやり方を導入することを意図して作成されている

。そのため、このアドベンチャーは当時の水準から見ても、非常に単純なプロットを有する
。このモジュールは3から7レベル向けのシナリオとして描写されており、古代の石壁で分断された怪しげな熱帯の島で行われる
。
キャラクターは何らかのかたちで、とある航海日誌の断片を発見し、記されている怪しげな島に多くの財宝が眠っていることを知り、そこを探索しはじめる。一般的に、キャラクターは幾分かは友好的なタナロア村(キングコングで描写された村を思わせる)の近くに最初に上陸し、ことによると村で多少厄介な派閥同士の対立に対処した後、島内の探索を始めるであろう。探索する間に、彼らは未知の知的生物の多数の村々、多くの敵対的なモンスターとそれらの守る財宝、海賊の一団を発見する可能性がある。恐竜を含む多くの太古の生物が、特に初版では、目立ってこのアドベンチャーの売りにされている。島の中央近くには、コプルーとして知られる恐ろしい、精神を支配できる生物の住む、隠された神殿が存在する。キャラクターはそれを偶然発見するか、あるいは島にいる他の住人達にとって問題の源泉であるという情報を掴むかもしれず、アドベンチャーのクライマックスは、概してキャラクターがこの神殿を探索し、その居住者と戦い、その秘密を解明することによって成立する。

## 出版履歴
『ジ・アイル・オブ・ドレッド』は野外探索を主題として重点的に取り組む、（いかなる版のダンジョンズ&ドラゴンズにとっても）最初に出版されたアドベンチャーである。これは他の多くのアドベンチャー（他の「X」シリーズ・モジュールのほとんどを含む）でも重要な要素であり続ける。また、数種類の恐竜を含む、多数のクリーチャーをこのゲームに初めて導入し、コプルーやアラネアはその両方ともが第3版のモンスターマニュアルにも掲載され続けている。ラカスタとファナトンは両方とも、後に他のダンジョンズ&ドラゴンズのミスタラ製品で、プレイヤーキャラクターとして使用可能な種族となる。
この製品は、例えばダロキン、カラメイコス、イラルアム、ジアティスなどのような場所を含む、D&D世界の大陸を最初に登場させた点で際立っている。
このアドベンチャーは大まかにキングコング に基づいており、恐怖の島の位置する恐怖海のみならず、少なくとも15の異なる国々の存在する北の本土を示すノウン・ワールド と呼ばれるセッティングの（当時としては）かなり詳細に描写された地図が付属していた。これらの国々はモジュールの始めで、それぞれ1段落程度の説明がされた。
このアドベンチャーは外見が非常に異なる2つの版が出版された。初版は1980年、第2版は1982年に出版された。両方とも32ページの小冊子に外装カバーが付属し、カバーアートはジェフ・ディーが担当した。『ジ・アイル・オブ・ドレッド』は1981年版のD&Dエキスパート・セットの全てに、野外アドベンチャーとセッティングの一例として同梱された。この版は初期のD&Dアドベンチャーの書式設定でレイアウトされていた。カバーは青地でダンジョンズ&ドラゴンズのロゴはなく、左上部にオレンジ色の斜めの帯がひかれ、その中に対応するルールの版が記述され、裏表紙にはイラストが描かれ、当時の他のD&D製品のリストが記述されていた。これはデイビッド・「ゼブ」・クックのエキスパート・セット初版に同梱されていたが、単品で購入することも可能であった。これはしばしばファイリング用の3穴パンチが施された状態で販売され、また幾つかの識別可能な独自の小さな改版が存在する。
『ジ・アイル・オブ・ドレッド』はポール・ライヘ3世に作成され、編集はジョン・ピケンズ、その助手としてハロルド・ジョンソン、パトリック・L・プライス、エドワード・G・ソレルス、スティーブ・サリバン、デイヴィッド・クックが挙げられる。モジュールのアートワークはジェフ・ディー、デイヴィッド・S・ラフォース、エロル・オータス、デイヴィッド・C・サザーランド3世、ビル・ウィリンガムらが担当した。
第2版(1983年に登場した)はフランク・メンツァーのエキスパート・セット改訂版に同梱され、カバーアートはティモシー・トルーマンが担当した。カバーの地の色はオレンジ色となった。改訂版は1980年代中盤におけるダンジョンズ&ドラゴンズのアドベンチャー特有の書式にレイアウトされていた。一般によく知られているダンジョンズ&ドラゴンズのロゴがカバーの上部に大きく配置され、斜めの帯は廃止されて水平の帯が最上部を横切るように配置され、裏表紙のイラストも廃止されてそのアドベンチャーの説明文が記載された。初版と第2版には外見以外に、2、3のモンスターの変更、最後の神殿に全く到達できないように見える地図の誤り修正などの、わずかな相違点がある。
1986年5月、株式会社新和が日本語版を出版した。第2版を元にしており、カバーはオレンジ色であった。
『ジ・アイル・オブ・ドレッド』の国際標準図書番号は、ISBN 978-0-93569630-1 である。

## 他の作品内の「恐怖の島」
この島は後にモジュール『ラサンズ・ゴールド(Lathan's Gold)』において、あまり重要ではない遭遇地域として登場し、またさらに後の『プア・ウィザーズ・アルマナック(Poor Wizard's Almanac)』シリーズのようなD&D製品において、更なる言及が行なわれた。
ダンジョン誌114号では、恐怖の島がグレイホーク・セッティングのためにアップデートされ、『ラサンズ・ゴールド』の改作/続編である『トレント・オブ・ドレッド(Torrents of Dread)』として、ポスター型のこの島と周囲の小島の地図が掲載された。
このアップデートでこの島は、北は青空海、南は真珠海、西はアメディオジャングル、東はヘプモナランドに隣接するデンサック湾に配置された。この海洋の広大な海域には幾つかの諸島が存在するが、その1つが恐怖の島である。このアップデートは、デモゴルゴン(コプルーにとっての悪魔的な神)の影響が染みついた巨大な黒真珠の力を利用して、本来のオーマン人移民達の街を破壊しようというコプルーの陰謀を詳細に語っている。この島はコプルー、他の水棲種族、デーモン、恐竜、野蛮なオーマン原住民などの気狂いじみた集合体となった。
ダンジョン誌における「サベージ・タイド(Savage Tide)」アドベンチャー・シリーズの発表でエリック・モナは、この島は「サベージ・タイド」の中で大きな特徴となるだろう、と述べた。ほとんどの地名や他の引用はグレイホーク世界設定から行われるが、島の起源に敬意を表し、ミスタラからの引用もいくつか行われるだろう、とモナは述べた。
恐怖の島での最初の「サベージ・タイド」アドベンチャーは｢ヒア・ゼア・ビー・モンスターズ(Here There Be Monsters)｣で、ダンジョン誌142号（2007年1月）で入手できる。恐怖の島には以下の3つのアドベンチャーが残されている。「タイド・オブ・ドレッド(Tides of Dread)」、143号。「ザ・ライトレス・デプスス(The Lightless Depths)」、144号、「シティ・オブ・ブロークン・アイドルズ(City of Broken Idols)」、145号。
D&D第4版のサプリメントである『マニュアル・オブ・プレインズ(Manual of the Planes)』（2008年）では、D&D宇宙の総合的な再編成の一環として、恐怖の島はフェイワイルド(フェアリーと昔ながらの自然の生物に支配された平行次元界)に配置された。

## 評判
『ジ・アイル・オブ・ドレッド』は、2004年に、ダンジョン誌の「全時代におけるダンジョンズ&ドラゴンズの最高のアドベンチャー(greatest Dungeons & Dragons adventure of all time)」で16位にランクされた。
2007年のモルドヴェイの死後、スティーブ・ウィンターは『ジ・アイル・オブ・ドレッド』を｢最も広範囲な影響を有していたトムの作品｣、これがエキスパート・セットに同梱されたことが｢これを長年の間最も広く知られ最も遊ばれたアドベンチャーにした｣と述べた。

## 読書案内
- ジェイコブ・フレーザー。「The Ecology of the Isle of Dread」。ドラゴン誌 351号 （パイゾ・パブリッシング、2007年）